# L'horlà

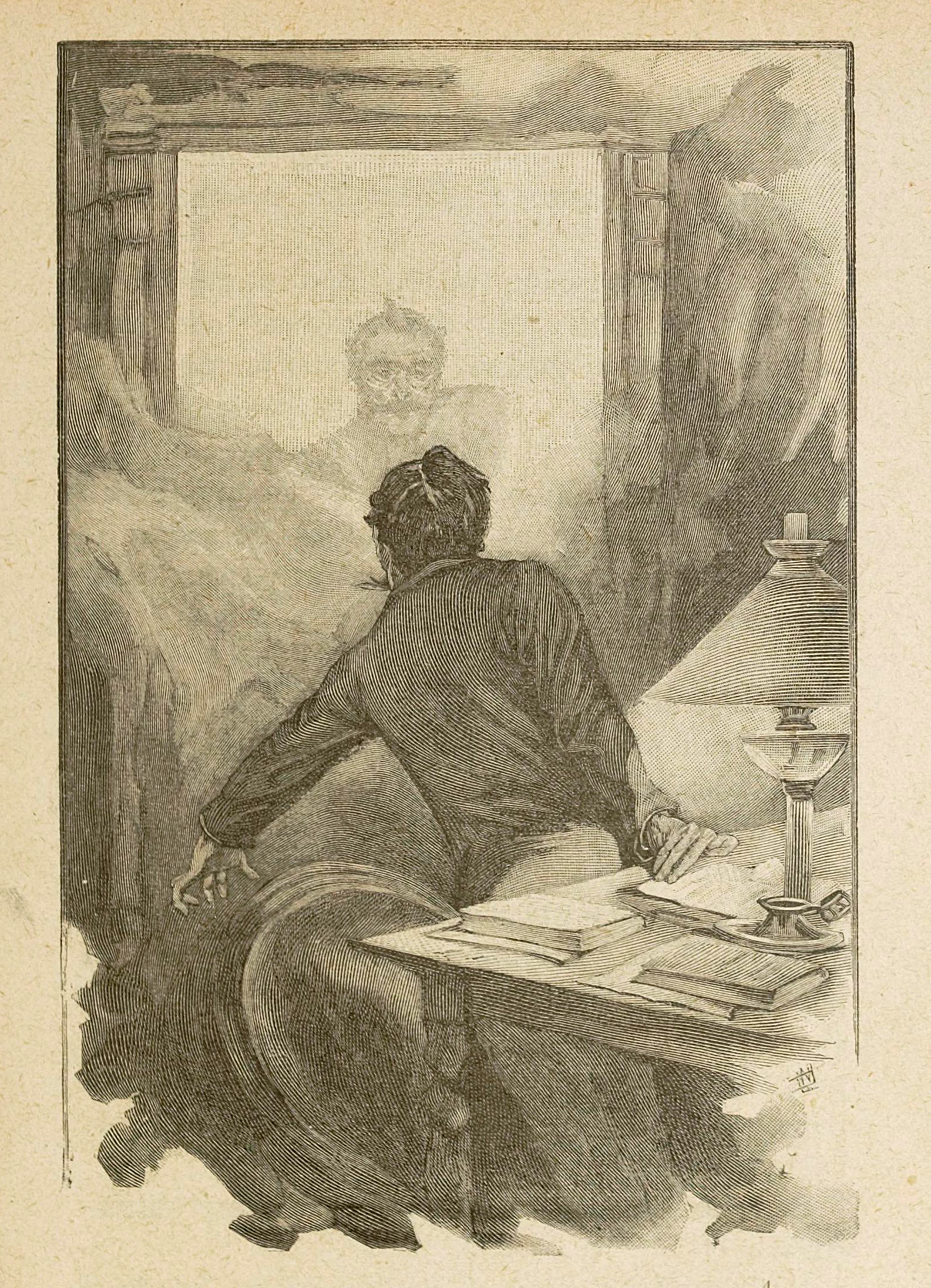

L'horlà és un conte de terror de Guy de Maupassant, publicat originàriament el 23 d'octubre de 1882, en el diari Le Gaulois. N'hi ha tres versions; la darrera n'és la més consultada a hores d'ara, més llarga que les anteriors i publicada el 1887 en l'antologia de relats del mateix nom.

## Sinopsi
El relat, escrit en forma de diari, narra els símptomes i pors del personatge principal quan comença a sentir la presència d'un ésser invisible, anomenat l'horlà, que l'envolta i el controla. Cada nit, mentre dorm, aquesta presència l'envaeix i se l'embeu la vida.
La història transcorre a la casa de camp del protagonista, prop de Rouen, a la vora del Sena, on passa el temps descansant al jardí, veient els vaixells navegar; i a París, on viatja per distraure's una mica de les afliccions i visitar la família.
A causa dels successos inexplicables que li ocorren, el narrador comença a qüestionar-se el seu propi seny. Un dia, en el diari, troba una notícia sobre uns habitants de Sao Paulo, Brasil, que han fugit de les seues cases perquè diuen haver estat envaïts per éssers invisibles que els controlen en contra de la seua voluntat. Així és com associa que la presència que habita en sa casa probablement hi arribà en un veler brasiler i entén que l'amenaça és real.
El nostre personatge s'endinsa a poc a poc en la bogeria, quan intenta desfer-se de la criatura i pren mesures com més va més dràstiques per aconseguir-ho; fins i tot arriba a decidir que no pot seguir vivint mentre la criatura siga a prop.

## Personatges
El narrador protagonista: un jove de classe alta que passa el temps entre la seua casa de camp i París. És solter i viu només amb els seus criats.
L'horlà: és una criatura invisible; el seu cos, però, no sembla del tot inexistent, perquè pot moure objectes (com les pàgines d'un llibre o una rosa), beure aigua o llet, i ennuvola el reflex del protagonista a l'espill. Té una consistència material, però ningú pot determinar-ne la forma. També sembla capaç de parlar, ja que el narrador diu que la criatura li ha dit el seu nom.